# WarioWare: Smooth Moves
WarioWare: Smooth Moves (おどるメイド イン ワリオ Odoru Made in Wario?) es un videojuego desarrollado por Intelligent Systems y distribuido por Nintendo para la videoconsola Wii. Pertenece a la saga WarioWare y es el primer título para esa plataforma.
WarioWare consiste, al igual que juegos anteriores, en una colección de minijuegos sucesivos, y basados en acciones simples que duran menos de 5 segundos, adaptándolo al sistema de juego de Wii.

## Como jugar
La mecánica consiste en una serie de minijuegos (o retos) a superar que tienen una duración breve y que aparecen de forma continuada. Cada personaje tiene varios minijuegos que debemos superar y a medida que se juega el nivel irá aumentando la velocidad, aportando una mayor dificultad, hasta que se llega a un juego final. Cuando superemos ese nivel si queremos volver a jugarlo la fase se convertirá en un modo continuo, en el que se juega hasta que el jugador se quede sin vidas. En cada nivel hay hasta 4 posibilidades de error, y si perdemos todas el nivel termina, comenzando de nuevo desde el principio del mismo. En total hay casi 200 minijuegos y cada nivel nos aparece mostrado en un mapa de la ciudad, Diamond City.
El juego se realiza por completo con el uso del Wiimote, conocido en este juego como Watuta. Antes de cada minijuego aparece un dibujo que muestra la posición en la que el jugador debe tomar la watuta para realizar correctamente la prueba, siendo los modos diferenciados entre sí. Si es la primera vez que se presenta una forma, aparecerá un mensaje que explica brevemente como debe hacerse cada postura. También existe una prueba que debe realizarse con Wiimote y Nunchuk.
Una vez se completan los diversos niveles de personajes irán apareciendo minijuegos nuevos, otros juegos más largos y separados de la mecánica, e incluso niveles que permiten un modo de juego continuo, mezclando aleatoriamente todas las pruebas de cada nivel, lo cual lo hace más imprevisible para al jugador.

### Multijugador
Una vez hayamos superado el juego por primera vez, desbloquearemos el modo multijugador. En este modo pueden jugar desde 2 hasta 12 personas, no simultáneamente, y que comparten el mismo Wiimote. En los juegos de multijugador aparecen todas las pruebas excepto las que obligan a usar también el Nunchuk.
El juego permite perfiles Mii, pudiendo guardar hasta 12 diferentes en el juego. Cada jugador estaría representado por uno y éste puede ser el protagonista de algunos de los minijuegos, al igual que ocurre en títulos como Wii Sports

### Formas de jugar
Hay muchas formas diferentes de utilizar la "Watuta" (Mando de Wii)
- El zapeador
- El paraguas
- El manillar
- El dibujante
- El chófer
- El Samurai
- El Tira y Afloja
- El Camarero
- La Trompa
- El Luchador de pulgar
- La Paciencia
- El Gerifalte
- El Barrendero
- La Mancuerna
- El Iroqués
- El Sibarita
- El Boxeador
- El Mortero
- El Comensal (Tipos A, B o C) - Aquí ha de usarse la "Pera" (Nunchuk)

Más del 90% de los minijuegos que aparecen en este juego usan solo el Mando de Wii. Las únicas veces en donde necesitarás la "Pera", será en el nivel de Orbulón, o en algún minijuego extra o multijugador.

## Historia del juego
Wario está en su casa cuando de repente un pequeño ser entra y le roba su comida. Wario comienza a perseguirlo por todo Diamond City y accidentalmente acaba entrando en un templo llamado El templo de las formas, donde encuentra un bastón con forma de Wiimote, conocido como La watuta, que decide robar.
Aunque este es el punto principal de inicio, cada personaje tiene su propia historia dentro del mapa de Diamond City

### Personajes y desarrollo de nivel
- Wario: Wario decide robar la watuta del Templo de las formas, pero de repente se ve obligado a huir de allí ya que una enorme roca va a toda velocidad detrás de él y está a punto de aplastarle, algo muy similar a Indiana Jones.

Vida: Ajos
Todos los juegos de la primera fase de Wario emplean la forma El zapeador.
- Mona: Mona es la capitana del equipo de animadoras del Instituto Diamond City y se encuentra animando en un partido decisivo de fútbol americano. El jugador estrella del equipo está enamorado de ella, pero tiene miedo a decírselo (pero Mona está secretamente enamorada de Wario).

Vida: Balones de fútbol americano
En la fase de Mona se añaden las formas El manillar y El paraguas.
- Kat y Ana: Son 2 kunoichis que deben defender a su maestro de una extraña forma demoníaca que ha venido al templo a atacarlos.

Vida: Tortugas
Se añaden las formas El dibujante, El chófer y El samurai.
- Young Cricket: Un aprendiz de artes marciales debe conseguir comida (en el juego tiene aspecto de baozi) para él y su maestro, pero para ello tendrá que evitar la enorme cola que espera delante del puesto de comida. Es un personaje nuevo de la saga WarioWare.

Vida: Platos de comida
Se añaden las formas El tira y afloja, El camarero y La trompa.
- Jimmy T.: Jimmy ve un gatito durante una tormenta sin cobijo, y le presta su paraguas para que no se moje. De repente, cuando continúa andando se encuentra con varios gatos siguiéndole, y los lleva a una discoteca a bailar.

Vida: Gatos
Se realizan varias de las formas aprendidas y esta fase es una compilación de los juegos de Mona, Kat y Ana, y Young Cricket.
- Ashley: La aprendiz de bruja pretende descifrar los secretos de un nuevo libro de magia para lograr unos hechizos más poderosos.

Vida: Velas
Se añaden las formas El luchador de pulgar, La paciencia y El gerifalte.
- Dribble y Spitz: Son 2 taxistas que recogen a una extraña mujer que tiene mucha prisa en llegar a su destino.

Vida: Gatos colgantes de adorno para coches
Se añaden las formas El barrendero, La mancuerna y El iroqués.
- Penny Crygor: Nieta del Dr. Crygor, está investigando para lograr un nuevo invento revolucionario. Es un nuevo personaje dentro de la saga WarioWare.

Vida: Llaves inglesas
Se añaden las formas El sibarita, El boxeador y El mortero.
- 9-Volt y 18-Volt:9-volt le presenta a 18 volts su Game & Watch, 18-Volt cree que es una Nintendo DS Lite, cuando 9-Volt estaba jugando su Game & Watch, entonces, 18-Volt quiere jugar el Game & Watch de 9-Volt, accidentalmente 18-Volt le rompe la Game & Watch a 9-Volt, que se enfada. Para solucionarlo, 18-Volt va a una tienda de videojuegos a comprarle otra máquina, donde el vendedor tiene problemas para atender a la gente. En este nivel se emplean otros juegos de Nintendo, en esta ocasión inspirados en su mayoría en títulos de Nintendo DS y GameCube.

Vida: Niños
A partir de aquí ya no se añaden más formas.
- Jimmy P.: Argumento similar a Jimmy T: Jimmy P. ve a un perro sin comida en un día de sol le da un hueso. Jimmy P. sigue caminando pero se percata de que le siguen un montón de perros y los lleva a bailar a una discoteca.

Vida: Perros
Es una recopilación de pruebas de Ashley, Drible y Spitz, Penny Crygor, y 9-Volt y 18-Volt.
- Mini Wario: Wario recibe una moto inventada por Penny. Cuando la monta, comienza a encogerse y cae dentro del motor. Más tarde sale del tubo de escape, convertido en docenas de "Mini Wario" que van a parar a un campo de fresas. Todos los juegos tienen reseñas o están protagonizados por Wario.

Vida: Fresas
Se emplean todas las formas excepto El comensal y La trompa. Cuando se supera esta fase, se completa el juego por primera vez y se puede acceder al modo multijugador.
- Orbulon: La nave de Orbulon pierde el control y aterriza en el mismo templo de Wario, pero a diferencia de Wario, que encontró solo la watuta, Orbulon encuentra un sistema similar al Nunchuk, la pera, que funciona en armonía con la watuta.

Vida: 'Watutas'
Todos los minijuegos emplean la nueva forma El comensal. Existen variaciones en las que se debe apuntar con uno u otro mando a la pantalla.
- Dr. Crygor y Mike: El doctor y su robot de karaoke aparecen en el escenario de Penny, y al pasar el nivel accedemos a un modo llamado Modo dieta que tiene 20 minijuegos, independientemente de que se gane o se pierda. En esta fase el jugador tiene que superar los minijuegos lo más rápido posible para quemar más sudorías (Kelories en inglés) (juego de palabras con calorías). No hay un juego final, pero los minijuegos aquí son más largos.

Vida: Ninguna. Si no se hace bien el juego no se queman sudorias.

## Puntuaciones
| Publicación    | Puntuación |
| -------------- | ---------- |
| Edge           | 8/10       |
| Hobby Consolas | 88/100     |
| Meristation    | 8/10       |